# Daniel S. Kemp
Daniel Schaeffer Kemp (ur. 20 października 1936 w Portland, zm. 2 maja 2020) – amerykański chemik, profesor Massachusetts Institute of Technology, autor wielu publikacji naukowych i podręcznika chemii organicznej. W 1964 roku uzyskał tytuł doktora na Uniwersytecie Harvarda pod nadzorem słynnego amerykańskiego chemika Roberta B. Woodwarda. Daniel S. Kemp zsyntetyzował w 1981 roku kwas cis,cis-1,3,5-trimetylocykloheksan-1,3,5-trikarboksylowy nazywany obecnie kwasem Kempa.